# Дания на летних Олимпийских играх 1936
Дания принимала участие в Летних Олимпийских играх 1936 года в Берлине (Германия) в девятый раз за свою историю, и завоевала две серебряные и три бронзовые медали. Сборную страны представляли 121 участник, из которых 16 женщин.

## 02!Серебро
- Плавание, женщины, 400 метров — Рагнхильд Хвегер.
- Гребля, мужчины — Harry Larsen и Peter Olsen.

## 03!Бронза
- Конный спорт, мужчины — Hans Lunding.
- Бокс, мужчины — Gerhard Pedersen.
- Плавание, женщины, 200 метров — Инге Сёренсен.

## Результаты соревнований

### Академическая гребля
Соревнования в академической гребле на Играх 1936 года проходили с 11 по 14 августа. В следующий раунд из каждого заезда проходили несколько лучших экипажей (в зависимости от раунда и дисциплины). В финал выходили 6 сильнейших экипажей.
Мужчины
| Соревнование | Спортсмены                 | Предварительный заезд | Предварительный заезд | Предварительный заезд | Отборочный заезд | Отборочный заезд | Отборочный заезд | Полуфинал     | Полуфинал     | Полуфинал     | Финал  | Финал |
| Соревнование | Спортсмены                 | Заезд                 | Время                 | Место                 | Заезд            | Время            | Место            | Заезд         | Время         | Место         | Время  | Место |
| ------------ | -------------------------- | --------------------- | --------------------- | --------------------- | ---------------- | ---------------- | ---------------- | ------------- | ------------- | ------------- | ------ | ----- |
| двойки       | Харри Ларсен Рихард Ольсен | 2                     | 7:19,1                | 2                     | 3                | 8:53,4           | 1 Q              | не проводится | не проводится | не проводится | 8:19,2 | 2     |

### Парусный спорт
| Класс   | Спортсмены        | Гонка | Гонка | Гонка | Гонка | Гонка | Гонка | Гонка | Очки | Место |
| Класс   | Спортсмены        | 1     | 2     | 3     | 4     | 5     | 6     | 7     | Очки | Место |
| ------- | ----------------- | ----- | ----- | ----- | ----- | ----- | ----- | ----- | ---- | ----- |
| Олимпик | Сигурд Кристенсен | 5     | 7     | DSQ   | 20    | 10    | 8     | 14    | 92   | 12    |